# Neolipoptena ferrisi
Neolipoptena ferrisi — вид двокрилих комах родини кровососок (Hippoboscidae). Ектопаразит оленевих.

## Поширення
Вид поширений на заході Північної Америки від Британської Колумбії в Канаді до Нижньої Каліфорнії в Мексиці.

## Спосіб життя
Neolipoptena ferrisi паразитує на олені білохвостому, олені чорнохвостому та вилорозі. Нападають кровососки виключно вдень. Кров'ю живляться і самці, і самиці. Потрапивши на тіло господаря кровососки скидають крила, обламуючи їх біля основи, зариваються в шерсть і приступають до живлення кров'ю. Комаха може жити на одному господарі до пів року. Живородний вид. У тілі самиці дозріває яйце та розвивається личинка. Народжується завжди лише одна зріла личинка, яка зразу заляльковується. Впродовж життя одна самиця може народити 20-30 личинок.